# Фругароло
Фругароло (итал. Frugarolo) је насеље у Италији у округу Алесандрија, региону Пијемонт.
Према процени из 2011. у насељу је живело 1658 становника. Насеље се налази на надморској висини од 118 м.

## Становништво
| 1936. | 1951. | 1961. | 1971. | 1981. | 1991. | 2001. | 2011. |
| ----- | ----- | ----- | ----- | ----- | ----- | ----- | ----- |
| 2.246 | 2.485 | 2.364 | 1.919 | 1.960 | 1.873 | 1.856 | 2.012 |